# シトルブスケー・プレソ - シトルバ線
シトルブスケー・プレソ - シトルバ線（スロバキア語: Železničná trať Štrbské Pleso – Štrba）は、スロバキア国鉄の鉄道線の名称である。路線番号は182。
1896年に開業した。その後、1933年に一度休止されるも、1970年に復活した。ラック式鉄道である。

## 運行形態
全て各駅停車のみ、1時間に1本の運行。

## 駅一覧
以下では、スロバキア国鉄182号線の駅と営業キロ、停車列車、接続路線などを一覧表で示す。なお、全て各駅停車である。
| 路線名 | 駅名                             | 駅間営業キロ | 累計営業キロ | 接続路線 | 所在地       | 所在地     |
| ------ | -------------------------------- | ------------ | ------------ | -------- | ------------ | ---------- |
| 182    | シトルバ駅                       | -            | 0.0          | 180号線  | プレショフ県 | ポプラド郡 |
| 182    | タトランスキー・リェスコヴェツ駅 | 1.4          | 1.4          |          | プレショフ県 | ポプラド郡 |
| 182    | シトルブスケー・プレソ駅         | 3.2          | 4.6          | 183号線  | プレショフ県 | ポプラド郡 |